# Om lidt
"Om lidt" (også kendt under navnet "Om lidt bliver her stille" og "Om lidt er vi borte") er en sang med melodi af Kim Larsen og tekst af Larsen og Leif Sylvester Petersen.

## Baggrund
Kim Larsen havde ofte udtrykt ønske om at rejse landet rundt i gøglervogn, og dette ønske blev indfriet, da han og Bellami tog på turné i 1985 med showet Cirkus Himmelblå, hvor Erik Clausen og Leif Sylvester Petersen medvirkede. Om lidt var den afsluttende sang, som publikum "gik hjem på". Bandet udgav i 1986 albummet Forklædt som voksen, som bl.a. indeholder Om lidt.

## Anvendelse
Efterladte ved et dødsfald ønsker af og til, at sangen spilles ved begravelsen. Dette har medført kontroverser, idet nogle præster ikke tillader anvendelsen af en "cirkussang" ved kirkelige handlinger, mens andre finder det helt i orden. DR2's seere valgte den 24. oktober 2015 sangen som "Kim Larsens bedste" ved en sms - afstemning i anledning af Larsens 70 - års fødselsdag."

## Personel
Følgende er en liste over de personer der var med til at indspille sangen:
- Kim Larsen - Sang, guitar, sangskriver, komponist
- Leif Sylvester Petersen - sangskriver
- Jan Lysdahl - Kor, Keyboard, guitar, trommer
- Peter Ingemann - Kor, keyboard
- Henning Pold - Kor, keyboard, elbas
- Thomas Grue - Kor, guitar
- Jesper Ranum - Lydeffekter

## Hitlister
| Hitlister (2018)       | Højeste placering |
| ---------------------- | ----------------- |
| Danmark (Track Top-40) | 9                 |